# Condition-Monitoring
Das Konzept des Condition Monitoring (deutsch Zustandsüberwachung) basiert auf einer regelmäßigen oder permanenten Erfassung des Maschinenzustandes durch Messung und Analyse physikalischer Größen, z. B. Schwingungen, Temperaturen, Lage/Näherung.

## Ziele
Das Condition Monitoring verfolgt drei Ziele: Sicherheit, Maschineneffizienz sowie Transparenz in der Produktion. Es ist vergleichbar mit Structural Health Monitoring bei statischen Bauteilen.
Basierend auf den gegebenenfalls in Echtzeit analysierten Sensordaten kann ein verlässliches und sehr schnell reagierendes Sicherheitssystem (Notabschaltung, engl. „Trip“) realisiert werden. Im Vergleich dazu sind bisherige Systeme (z. B. einfache Schwingungssensoren („Earthquake“-Switches)) in aller Regel unpräziser und liefern anschließend keinen Beitrag zur Aufklärung der Schadensursachen. Online-Condition-Monitoring (kontinuierliche Zustandsüberwachung) ermöglicht eine Notabschaltung aufgrund der analysierten und gespeicherten Daten – und somit eine anschließende Analyse über den Störfaktor.
Die Überwachung des Maschinenzustands ist die zwingende Voraussetzung für eine zustandsorientierte Instandhaltung. Diese Strategie löst die bisher übliche reaktive oder präventive Instandhaltung ab. Bei der Letztgenannten wurden in festen Zeitabständen die betreffende Maschine heruntergefahren und Bauteile überprüft bzw. ausgetauscht. Diese Art der Maschinenwartung führte häufig dazu, dass intakte Bauteile ausgetauscht und vorhandene Restlaufzeiten somit verschenkt wurden.
Doch nicht nur die Instandhaltung soll mittels einer solchen Maschinenüberwachung optimiert werden. Mit Condition-Monitoring-Komponenten können Rückschlüsse über den nötigen Einsatz von Maschinenbedienern oder Servicemitarbeitern gezogen werden. Daher eignen sich solche Systeme vor allem bei Ramp-Up-Optimierungen einer neuen Serienproduktion.
Moderne CM-Systeme stellen höchste Anforderungen an Sensorik, Messdatenerfassung, -weiterleitung und automatische Messdatenverarbeitung (Analyse, Diagnose) sowie anlagenspezifische Kenntnisse. Es bietet jedoch auch das größte Potential zur Kosteneinsparung, da die Lebensdauer kritischer Maschinenelemente praktisch vollständig ausgenutzt werden kann und gleichzeitig nötige Instandsetzungsmaßnahmen in Abstimmung mit dem Produktionsplan terminiert werden können.
Die zustandsorientierte Instandhaltung als Querschnittsfach aus den Gebieten Mechanik, Akustik, Systemtheorie, Elektronik und Informatik befindet sich in einer Entwicklung. Insbesondere bei der Überwachung einzelner Komponenten kann sie jedoch bereits heute sehr treffsicher sein. Bei komplexen Anlagen wird sie aber zunehmend unschärfer, da sich mit steigender Anlagenkomplexität eine immer größere Anzahl von Signalen verschiedenster Herkunft überlagert. Hier erweisen sich reine Expertensysteme als einzig professionelle Lösung für die Überwachung kritischer Maschinen. Diese speziell für einen Maschinentyp entwickelten Systeme bieten – je nach Ausbaustufe – maximalen Schutz für Mensch, Umwelt und Maschine sowie die maximale Nutzung der Bauteil-Lebenszyklen.
Ein weiteres Manko war bisher auch oft das Fehlen geeigneter Sensoren, um Signale direkt in den Verschleiß- bzw. Schädigungszonen aufnehmen zu können. Hier vermag in Zukunft vielleicht die Mikrosystemtechnik Abhilfe zu schaffen, z. B. durch Sensoren in Dünnschichttechnik, die direkt auf der zu überwachenden Struktur angebracht werden können.
Die Herausforderungen dieser Strategie sind zu sehen in:
- der Suche nach geeigneten Messstellen und Sensoren,
- dem Finden aussagekräftiger Parameter (Zustandsgrößen) für die Schädigung der interessierenden Komponenten,
- der gezielten Anwendung von Signalanalyse und Mustererkennung,
- sowie der enormen Datenflut.

Oder um es in einem Satz zusammenzufassen: „Was muss wann, wo, wie und womit überwacht werden?“
Was Condition-Monitoring nicht kann, sind spontane Ausfälle von Bauteilen erkennen und vermeiden, wie z. B. der Gewaltbruch einer Welle.
Materialermüdung kann hingegen Gegenstand von Condition Monitoring sein. Durch Messung der Belastungen (z. B. Kräfte oder Drehmoment) können die Lastzyklen gezählt werden, welche bestimmte Bauteile im Betrieb ausgesetzt sind. Schadensakkumulationshypothesen setzen diese ertragenen Belastungen (z. B. in Form von Lastkollektiven) in ein Verhältnis zu der ertragbaren Belastung des Bauteils. Das Ergebnis ist eine statistische Abschätzung der Restlebensdauer der überwachten Bauteile, woraus sich optimale Wartungszyklen ableiten lassen. Der Vorteil ist, dass Komponenten ausgetauscht werden können, bevor es zu einem technischen Anriss und anschließenden Ermüdungsbruch kommt, und dennoch der Nutzungsvorrat der Komponenten möglichst vollständig ausgenutzt werden kann. Ein alternatives Verfahren, Materialermüdung zu überwachen, ist die Schallemissionsanalyse (engl. Acoustic Emission Monitoring). Damit lassen sich plastische Verformungen, Rissausbreitungen oder Veränderungen im Kontakt zwischen metallischen Flächen detektieren. Das Ziel ist es, Anzeichen für Materialermüdung zu erkennen, bevor es zu einem spontanen Versagen eines Bauteils kommt.
Eine Alternative zur Überwachung der Restlebensdauer bzw. der Materialermüdung wäre, die Bauteile in den rissgefährdeten Querschnitten einer Rissprüfung (z. B. mittels Farbeindringverfahren) zu unterziehen. Rissprüfungen sind, sofern die Bauteile überhaupt zugänglich sind, jedoch aufwändig und stellen naturgemäß lediglich eine intermittierende Bewertungsmethode dar.
Condition Monitoring zur Ermüdungsüberwachung ist in vielen industriellen Anwendungen Stand der Technik. Ein Beispiel ist die Überwachung der Hauptantriebe von Walzwerken, die prozessbedingt oft nicht dauerfest ausgelegt werden können. Das Drehmoment der investitionsintensiven Antriebswellen wird kontinuierlich überwacht, und Condition Monitoring erlaubt eine zustandsbasierte Instandhaltung.
In Zusammenhang mit Spontanausfällen (Gewalt- oder Ermüdungsbruch) muss darauf hingewiesen werden, dass schnelle Abschaltsysteme helfen, kostenintensive Folgeschäden von Spontanausfällen zu vermeiden. Dies bedeutet, dass die Maschine innerhalb weniger Millisekunden nach dem Schaden abgefahren wird. Die Erfahrung zeigt, dass die Konsequenzen aus dem Weiterfahren schadhafter Maschinen in der Regel umfangreicher sind als der eigentliche Initialdefekt. In einigen Fällen ist es jedoch nicht sinnvoll, Schnellabschaltungen vorzunehmen, da die dadurch abgeschalteten Anlagen oder technischen Prozesse hohe Risiken durch Folgeprozesse bergen. Hier ist es eher dringend geboten, alle Daten aus den Monitoringsystemen aufbereitet an das verantwortliche Bedienpersonal zu melden. Hiernach sind gezielte und nach Erfordernis abgestimmte Maßnahmen zur kontrollierten Abschaltung einzuleiten, um größere Schäden der Folgeprozesse auszuschließen. Entsprechende Notfallpläne oder Betriebsanweisungen für solche Fälle müssen vorliegen.

## Teilschritte der Zustandsüberwachung
Die Zustandsüberwachung setzt sich aus mehreren Teilschritten zusammen:
Zustandserfassung
Die Zustandserfassung ist die Messung und Dokumentation von Maschinenparametern, die den aktuellen Zustand des Produktionsmittels (oder des Bearbeitungsprozesses) widerspiegeln.
Zustandsvergleich
Der Zustandsvergleich stellt den Vergleich des Istzustandes mit einem vorgegebenen Referenzwert dar. Dieser Referenzwert kann sowohl ein einzuhaltender Sollwert als auch ein nicht zu überschreitender Grenzwert sein. Der Sollwert wird je nach untersuchtem Parameter entweder bei der Maschinenabnahme ermittelt oder durch vorgegebene Größen festgelegt. Grenzwerte werden meist vom Hersteller oder Anwender der Maschine empirisch ermittelt.
Zustandserfassung und Zustandsvergleich entsprechen im Wesentlichen der Inspektion nach DIN 31051.
Diagnose
Es ist die Aufgabe der Diagnose, anhand der Resultate des Zustandsvergleichs eventuell vorhandene Fehler möglichst früh zu lokalisieren und deren Ursache(n) zu ermitteln, um notwendige Instandhaltungsmaßnahmen beizeiten planen zu können.

## Inspektionsabfolge
Zustandsüberwachungssysteme lassen sich nach der Inspektionsabfolge einteilen. Die Inspektionen können entweder intermittierend oder kontinuierlich erfolgen.
Intermittierende Überwachung kann in regelmäßigen oder variablen Zeitabständen stattfinden. Damit lassen sich naturgemäß nur zu den Inspektionszeitpunkten Zustandsinformationen erfassen. Langfristige Entwicklungen sind somit zwar feststellbar, kurzfristig eintretende oder transiente Ereignisse können jedoch nicht detektiert werden. Die Inspektionsintervalle werden entweder vom Hersteller vorgegeben oder müssen anhand eigener Versuche/Erfahrungen festgelegt werden. Ein Vorteil der intermittierenden Überwachung ist die Möglichkeit des Einsatzes mobiler Messgeräte, was gegenüber der vollständigen messtechnischen Instrumentierung aller zu überwachenden Maschinen natürlich Einsparungen bringt.
Kontinuierliche (permanente) Überwachungssysteme erfassen ständig und in Echtzeit die Maschinenparameter. Dadurch werden sowohl langfristige Trends als auch sprunghafte oder transiente Zustandsänderungen erfasst und lückenlos dokumentiert. Der Aufwand für derartige Systeme ist – insbesondere von der Messdatenverwaltung her – ungleich höher als bei intermittierenden Systemen. Dieser Mehraufwand ist nur gerechtfertigt, wenn höchste Anforderungen an die Zuverlässigkeit der überwachten Anlage gestellt werden, z. B. bei Turbinen und Generatoren in Kraftwerken. Bei der Überwachung von Bearbeitungsprozessen, wie z. B. der Werkzeugbruchüberwachung, sind kontinuierlich arbeitende Systeme oftmals auch unumgänglich.
Über die diagnostischen Fähigkeiten eines Überwachungssystems sagt die Unterteilung in intermittierend und kontinuierlich jedoch nichts aus.

## Prozessüberwachung und Maschinenüberwachung
Bei der Zustandsüberwachung ist zu unterscheiden zwischen Prozessüberwachung und Maschinenüberwachung. Die Prozessüberwachung zielt dabei auf die Güte des Bearbeitungsprozesses ab; wichtigstes Anwendungsbeispiel ist die Werkzeugüberwachung beim Zerspanen; wohingegen die Maschinenüberwachung den Schutz der Maschine und ihrer Komponenten zum Ziel hat.
Grundsätzlich ähneln sich die Strategien und Werkzeuge in beiden Überwachungsfeldern. Häufig können auch dieselben Sensoren und Signalverarbeitungsmechanismen eingesetzt werden. Der signifikante Unterschied liegt jedoch darin, dass bei der Maschinenüberwachung das Verhalten der Maschinenstruktur die Signalquelle ist – dies bei der Prozessüberwachung als Übertragungsstrecke zwischen Prozess-Signal und Sensor aber eine Störung darstellt. Treten Eigenschaftsänderungen in der Maschinenstruktur auf, z. B. durch Verschleiß von Bauteilen, so stellt dies für die Maschinenüberwachung ein zu detektierendes Ereignis dar. Für die Prozessüberwachung hingegen führt diese Veränderung der Übertragungsstrecke zu einer Signaländerung, die gar nicht vom Bearbeitungsprozess herrührt.
Weiterhin werden bei der Prozessüberwachung die Signale der prozessbedingten Anregung des Systems Werkzeug-Maschine erfasst. Für die Maschinenüberwachung sind die Prozess-Signale aufgrund ihrer Dominanz jedoch als Störung aufzufassen, sodass hier eine Anregung der Maschinenstruktur zur Systemidentifikation außerhalb des Bearbeitungsprozesses erfolgen muss.